# Luftangriffe auf Worms
Die Stadt Worms war im Zweiten Weltkrieg wiederholt Ziel alliierter Luftangriffe, nachdem bereits im Ersten Weltkrieg punktuell Bomben über dem Stadtgebiet abgeworfen worden waren. Durch die zwei schwersten Luftangriffe im Februar und März 1945 wurden weite Teile der Innenstadt, der südlich davon gelegenen Industriegebiete und der Bahnanlagen im Umfeld des Hauptbahnhofs zerstört. Insgesamt wurden durch die Luftangriffe im Zweiten Weltkrieg etwa 700 Einwohner von Worms getötet.

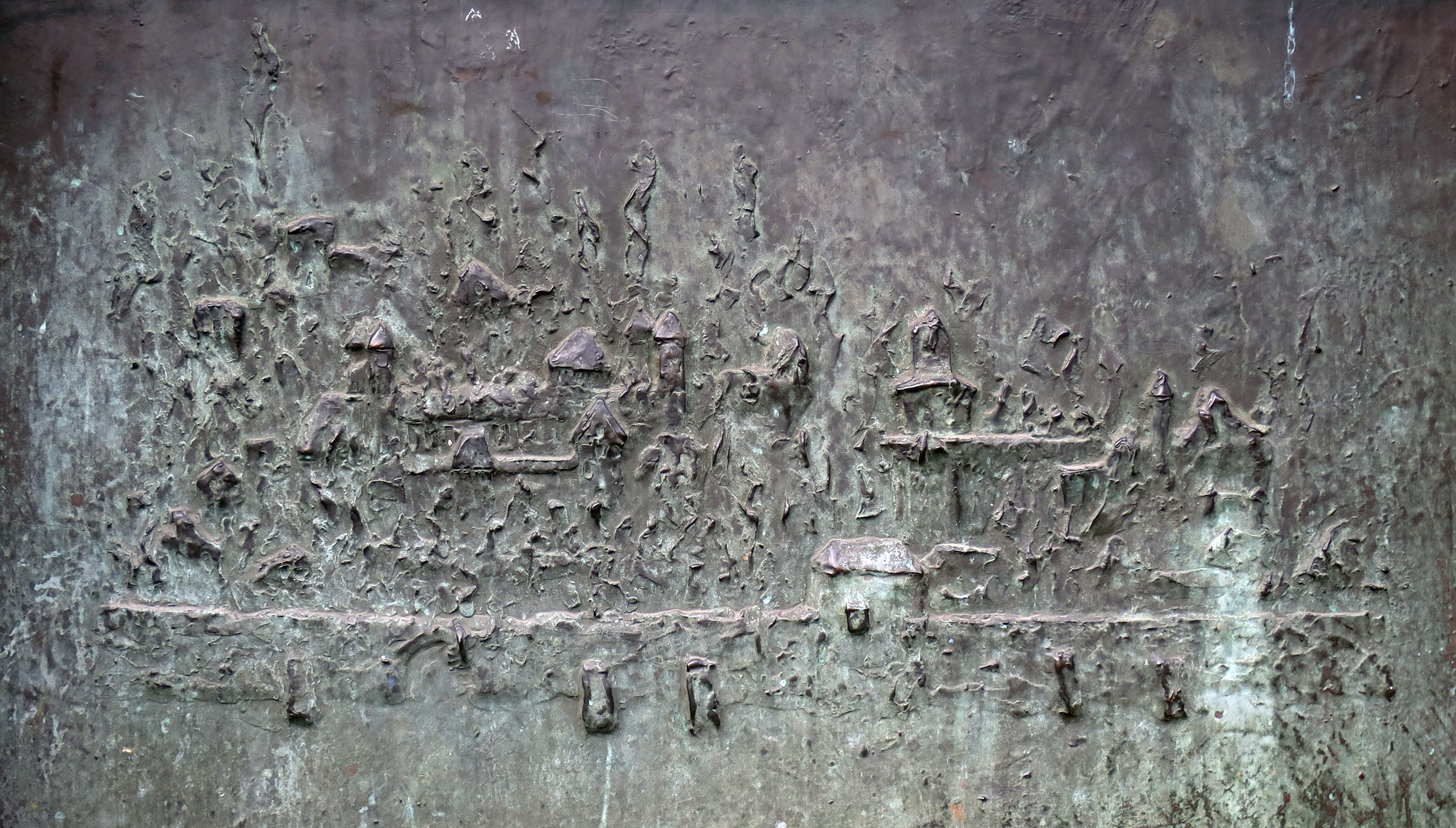
Das brennende Worms als Sodom von Ulrich Henn an einer Bronzetür der wiederaufgebauten Dreifaltigkeitskirche in Worms

## Erster Weltkrieg
In der Nacht vom 6. auf den 7. Juli 1917 wurden etwa zwanzig Bomben auf Worms abgeworfen, von denen die meisten im freien Feld aufschlugen.

## Zweiter Weltkrieg

### Übersicht
Der erste Luftangriff auf Worms im Verlauf des Zweiten Weltkriegs erfolgte am 20. Juni 1940; bei ihm wurden 70 Schafe auf freiem Feld getötet. Bis Ende 1940 folgten mindestens drei weitere Angriffe, die zu Gebäude- und Infrastrukturschäden führten. Für die folgenden Jahre 1941 bis 1945 sind in einer unvollständigen Liste des Stadtarchivars Fritz Reuter 21 mittelschwere und schwere Angriffe dokumentiert, fast alle mit Todesopfern. Schwere und schwerste Folgen hatten die Angriffe vom 8./9. September 1944, vom 5./6. Januar, vom 21. Februar und vom 18. März 1945.
Bereits im Sommer 1943 begannen die ersten Evakuierungsmaßnahmen in der nach den Eingemeindungen von 1942 offiziell etwa 58.000 Einwohner zählenden Stadt. Im Herbst 1944 wurden sie verschärft und die Schulen geschlossen; insbesondere Kinder und ihre Mütter wurden im Zuge der Erweiterten Kinderlandverschickung außerhalb der Stadt untergebracht. Bewegliche Kulturgüter wurden in Bunkern eingelagert oder in Depots außerhalb der Stadt verbracht. Bis Februar 1945 hatten etwa 20.000 Personen die Stadt verlassen.

### Strategische Einschätzung der Alliierten
Das britische Ministerium für wirtschaftliche Kriegsführung erstellte unter dem Titel The Bomber’s Baedeker 1943 und 1944 Listen fast aller Städte in Deutschland mit einer Kategorisierung von Angriffszielen. In der Ausgabe von 1944, die einen Eintrag zu Worms enthält, werden keine militärischen Ziele wie Kaserne, Eisenbahnanlagen oder Rheinbrücken genannt, bei den Industrieanlagen dominiert die Lederindustrie, daneben werden Infrastruktureinrichtungen wie der Hafen und die Gaswerke aufgezählt. Die für Worms angegebenen möglichen Ziele waren höchstens in der Kategorie 3 eingestuft. In einer Anweisung des britischen „Combined Strategic Target Committee“ an das RAF Bomber Command vom 8. Februar 1945 wird Worms mit 16 weiteren Städten als Alternativziel von industrieller Bedeutung genannt, das angegriffen werden sollte, wenn die Bombardierung der zehn Hauptziele im Raum Berlin und in Mitteldeutschland nicht möglich sein sollte.

### Angriff vom 8./9. September 1944
Die eng aufeinander folgenden Angriffe der US Army Air Forces (USAAF) vom 8. und 9. September 1944 richteten sich gegen die Industrieanlagen im Südwesten und die Bahnanlagen im Nordwesten der Stadt. Getroffen wurden durch die Bomben der 2nd Bomb Division der Eighth Air Force auch die Wohngebiete entlang der Valckenbergstraße und westlich und östlich des Rangierbahnhofs. In den durch Spreng- und Brandbomben zerstörten Gebäuden starben 56 Menschen.

### Angriff vom 5./6. Januar 1945
Die 3rd Bomb Division der Eighth Air Force bombardierte am 5. und 6. Januar 1945 erneut die Bahnlagen im Nordwesten der Stadt. Der Angriff forderte in den angrenzenden Wohngebieten 71 Todesopfer.

### Angriff vom 21. Februar 1945
Zielgebiete des Angriffs am 21. Februar 1945 waren das dichtbesiedelte Stadtzentrum, die südlich davon gelegenen Industrieanlagen und die Bahnanlagen im Nordwesten des Stadtkerns. Das Bombardement begann um 20:27 Uhr und dauerte bis 20:47 Uhr. Das RAF Bomber Command setzte dabei 36 Lancaster- und 288 Halifax-Bomber sowie 16 Mosquito-Begleitflugzeuge der 4. und 6. Bomber Group sowie der Pathfinder Force ein. Durch die Bomber wurden rund 361 t Sprengbomben und 575 t Brandbomben, hauptsächlich Stabbrandbomben, aber auch Phosphorkanister, auf Worms abgeworfen.
In dieser Nacht und an den beim Bombenangriff erlittenen Verletzungen starben 239 Menschen. Die Bombenabwürfe entfachten in Teilen der Innenstadt einen Feuersturm. Löschversuche, die den entstehenden Flächenbrand eindämmen sollten, konnten nur vereinzelt durchgeführt werden und blieben meist erfolglos. Der Süd- und Ostteil der Innenstadt sowie die südlich davon gelegenen Industrieanlagen (Cornelius Heyl AG, Lederwerke Doerr & Reinhart, städtische Gas- und Elektrizitätswerke) wurden weitgehend zerstört.

### Angriff vom 18. März 1945
Beim Tagesangriff vom 18. März 1945 attackierten Einheiten der Ninth Air Force der USAAF in zwölf aufeinanderfolgenden Wellen die nordwestliche Innenstadt und die angrenzenden Bahnanlagen. Auf den Zielbereich, der bis zur Eisenbahnbrücke reichte, wurden 320 t Sprengbomben abgeworfen.
Durch die Bombardierung wurden die Bahnanlagen schwer getroffen: Alle Gleise und Stellwerke, das Bahnbetriebswerk und die Gebäude des Güterbahnhofs und der Bahnmeisterei wurden zerstört, das Empfangsgebäude des Hauptbahnhofs und das benachbarte Bahnpostamt wurden stark beschädigt. In den zerstörten Gebäuden in Neuhausen und der nordwestlichen Innenstadt verloren mindestens 141 Menschen ihr Leben; die Bergung der Toten konnte erst nach zehn Wochen abgeschlossen werden.

### Folgen
Als Folge der Luftangriffe waren bis Ende März 1945 in Worms rund 25.000 Wohnungen zerstört worden, rund 15.000 Einwohner waren obdachlos. Die Gesamtzahl der Todesopfer aller Angriffe wird auf 700 geschätzt. Eine genaue Angabe ist nicht möglich, insbesondere zum letzten Angriff vom 18. März 1945 liegen deutlich voneinander abweichende Zahlenangaben vor, vermutlich bedingt durch die unmittelbar folgende Besetzung der Stadt durch amerikanische Truppen.
Viele historische Gebäude wurden zerstört oder stark beschädigt, darunter die Dreifaltigkeitskirche, der Wormser Dom, Pauluskirche, Martinskirche, Magnuskirche, Andreasstift, Friedrichskirche, Raschi-Haus und der Heylshof.
Der Wiederaufbau der zerstörten Wohn- und Geschäftsgebäude erfolgte weitgehend im modernen Stil. Die beschädigten öffentlichen und religiösen Bauwerke wurden rekonstruiert, einige allerdings in reduzierten Formen und im Inneren modernisiert.